# Strade romane in Africa

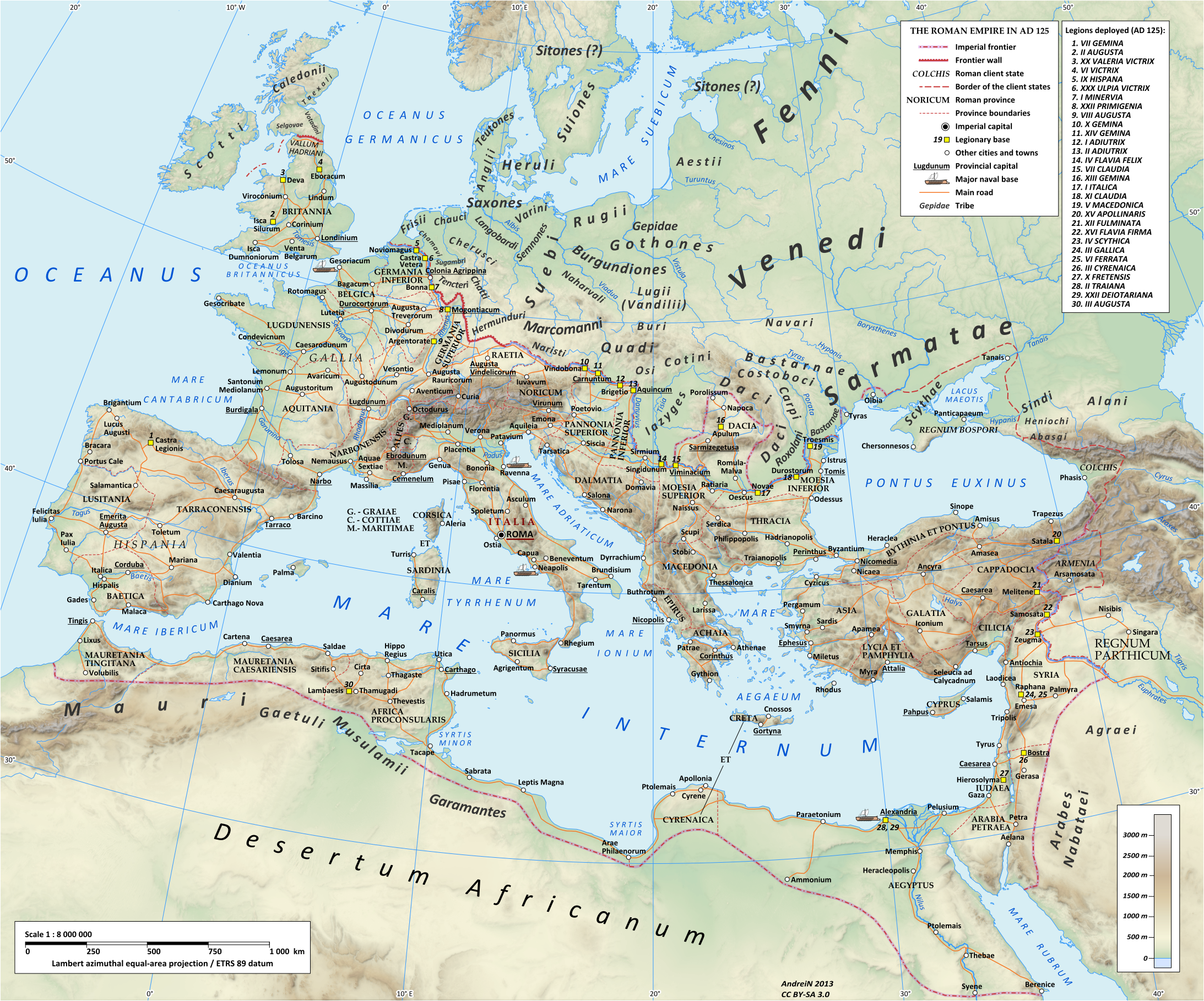
L'impero romano al tempo di Adriano (dal 117 al 38 d.C.), che mostra alcune delle strade principali in Africa

La rete stradale romana in Nord Africa

Quasi tutte le strade romane in Africa furono costruite nei primi due secoli d.C. Nel 14 d.C. la Legio III Augusta completò una strada da Takapes ad Ammaedara: la prima strada romana in Africa. Nel 42 d.C. la Mauretania fu annessa a Roma. L'imperatore Claudio restaurò e ampliò un tracciato cartaginese e lo estese da ovest a est. In questo modo i romani crearono una strada costiera continua che si estendeva per 2.100 miglia dall'Atlantico al Nilo. Nel 137 Adriano costruì la Via Hadriana nel deserto orientale dell'Egitto che andava da Antinoopoli a Berenice.
La strada di Claudio iniziava a ovest di Cartagine e percorreva la costa collegando le cittadine costiere. Da Hippo Regius, sulla costa, proseguiva verso ovest fino a Icosium (Algeri), Cesarea (Cherchell), fino a Rusaddir (Melilla) e Tingis (Tangeri). Continuava poi lungo la costa atlantica attraverso Iulia Constantia Zilil (Assila) e Lixus (Larache) fino a Sala Colonia (vicino a Rabat ). A est di Cartagine la strada attraversava la regione delle stazioni commerciali cartaginesi Sabratha, Oea-Tripolis, Leptis Magna e la Cirenaica prima di giungere ad Alessandria e alla regione del basso Nilo.

## Itinerari
Secondo l'itinerario antonino

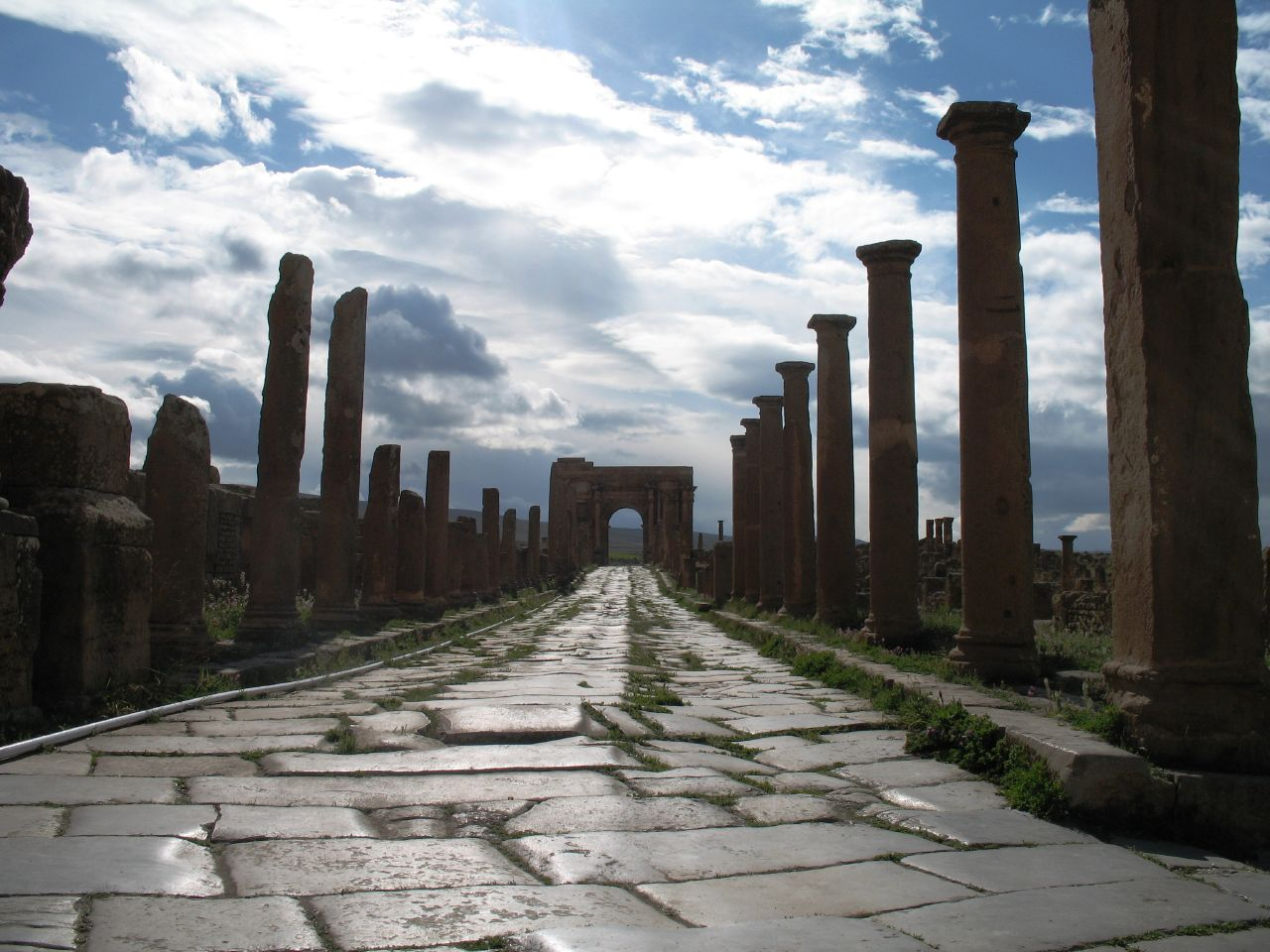
Strada romana a Timgad

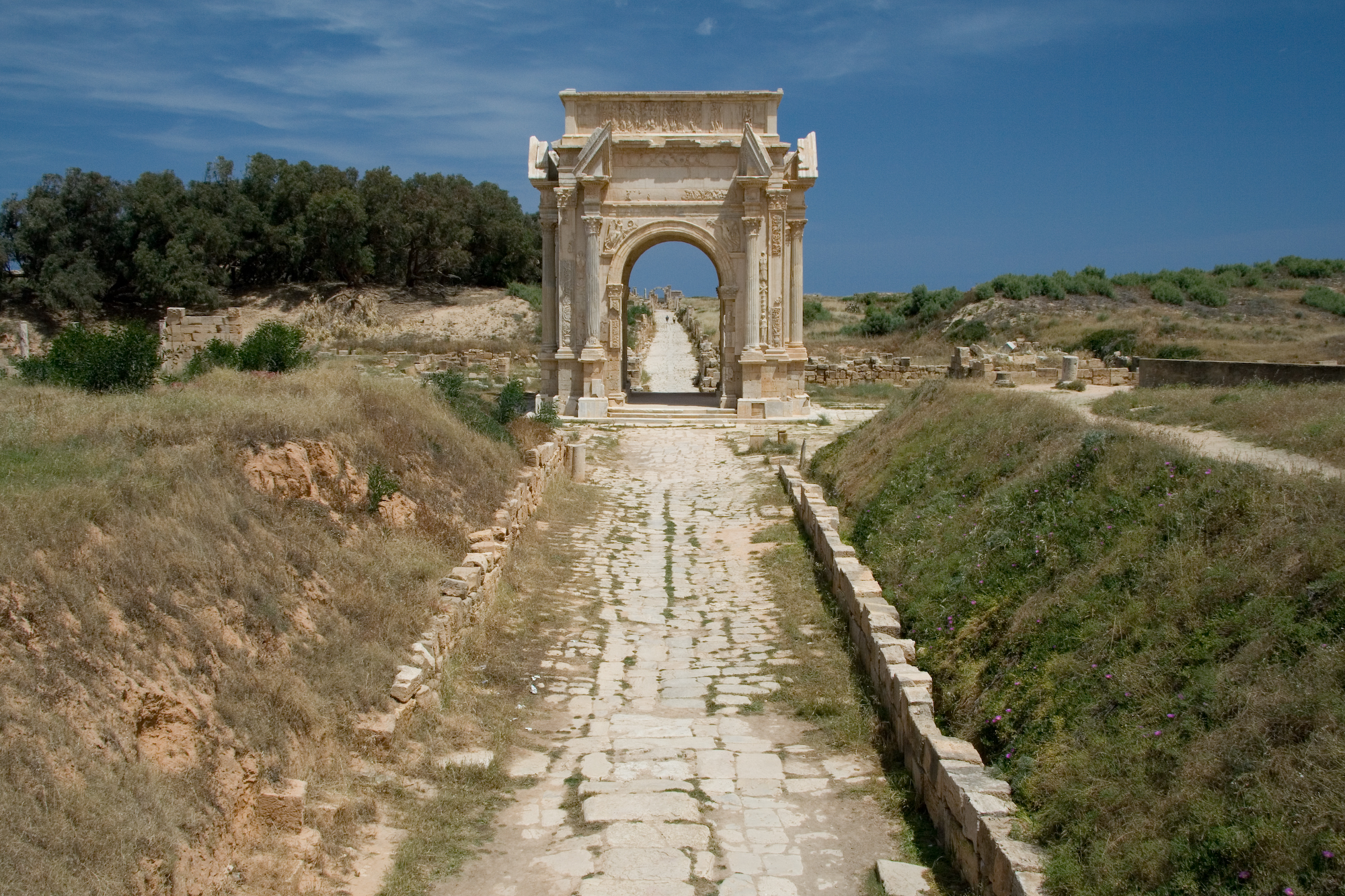
Strada romana a Leptis Magna

- Strada costiera attraverso Skikda (Rusicade) fino a Cartagine
- Strada da Cartagine a Costantina (Cirta)
- Strada da Tébessa (Theveste) a Sétif (Sitifi), via Tazoult (Lambese)
- Strada da El Krib (Musti,Tunisia) a Constantina (Cirta )
- Strada da Costantina (Cirta) ad Annaba (Hippo Regius)
- Strada da Annaba (Hippo Regius) a Cartagine, via Chemtou (Simitthu)
- Strada da Annaba (Hippo Regius) a Cartagine, via Le Kef (Sicca Veneria)
- Strada da Thyna (Thaenae) a Tébessa (Theveste)
- Strada da Haffouz ? (Aquae Regiae) a Sbiba (Sufes)
- Strada da Zanfour (Assuras) a Thyna (Thaenae)
- Strada da Tebourba (Thuburbo Minus) a Gabès (Takapes), via Sidi Medien (Vallis)
- Strada da Cartagine a Sbeïtla (Sufetula), via El Krib (Musti,Tunisia)
- Strada da Cartagine a Susa (Hadrumetum), via Sbeïtla (Sufetula)
- Strada da El Jem (Thysdrus) a Tébessa (Theveste)
- Strada da Tébessa (Theveste) a El Jem (Thysdrus), via Germaniciana (non localizzata)
- Strada da Sbiba (Sufes) a Susa (Hadrumetum)
- Strada da El Jem (Thysdrus) a Tébessa (Theveste)
- Strada da Tébessa (Theveste) a El Jem (Thysdrus), via Germaniciana (non localizzata)
- Strada da Sbiba (Sufes) a Susa (Hadrumetum )
- Strada da Sbeïtla (Sufetula) a Kélibia (Clipea)
- Strada da Cartagine a Kélibia (Clipea)
- Strada costiera da Cartagine ad Alessandria, via Thyna (Thaenae) e Lebda (Leptis Magna)
- Strada del Limes Tripolitanus, da Gabès (Takapes) a Lebda (Leptis Magna)
- Strada da Medina El-Kdima (Thélepte) a Gabès (Takapes)[1]

Secondo la Tabula Peutingeriana

(vengono fornite solo le strade supplementari) [da completare]
- Strade da Gabès (Takapes) a Medina El-Kdima (Thélepte ), via Nefta (Nepte) e strade alternative
- Strade da Medina El-Kdima (Thélepte ) a Takembrit[2] (Siga e strade alternative)
- Strada da El Jem (Thysdrus) a Tébessa (Theveste), via Jama (Zama Regia)
- Strada da El Jem (Thysdrus) ad Aïn Hedja (Agbia), via Henchir Kasbat (Thuburbo Majus)

## Fonti
- Eugenia Equini Schneider, "La grande strada romana del Nord Africa; da Alessandria a Gibilterra", UNESCO Courier, giugno 1984  (recuperato, 5 febbraio 2009)
- Pierre Salama, Les voies romaines de l'Afrique du Nord, Algeri, 1951